# Elbaue südlich Rogätz mit Ohremündung
Die Elbaue südlich Rogätz mit Ohremündung ist ein FFH-Gebiet in der Stadt Burg und der Gemeinde Möser im Landkreis Jerichower Land und der Stadt Wolmirstedt und den Gemeinden Loitsche-Heinrichsberg und Rogätz im Landkreis Börde in Sachsen-Anhalt.

## Allgemeines
Das FFH-Gebiet ist circa 1663 Hektar groß. Es überschneidet sich mit dem EU-Vogelschutzgebiet „Elbaue Jerichow“ und den Landschaftsschutzgebieten „Elbtalaue“ und „Ohre- und Elbniederung“. Im Norden grenzt es an das FFH-Gebiet „Elbaue bei Bertingen“ und im Süden an das FFH-Gebiet „Elbaue zwischen Saalemündung und Magdeburg“. Im Nordwesten grenzt es im Verlauf der Ohre kleinflächig an das FFH-Gebiet „Untere Ohre“. Ein im Norden des FFH-Gebietes liegender Bereich an der Ohremündung ist als Naturschutzgebiet „Rogätzer Hang-Ohremündung“ ausgewiesen, ein Bereich im Süden als Naturschutzgebiet „Taufwiesenberge“. Das Naturdenkmal „Laxhorn“ liegt innerhalb des FFH-Gebietes. Das FFH-Gebiet ist durch die Landesverordnung zur Unterschutzstellung der Natura 2000-Gebiete im Land Sachsen-Anhalt (N2000-LVO LSA) seit dem 21. Dezember 2018 rechtlich gesichert. Zuständige untere Naturschutzbehörden sind die Landkreise Jerichower Land und Börde.

## Beschreibung
Das FFH-Gebiet liegt nordöstlich von Magdeburg innerhalb des Biosphärenreservats Mittelelbe als Teil des Biosphärenreservats Flusslandschaft Elbe. Es umfasst große Teile der eingedeichten Elbaue zwischen Hohenwarte und Rogätz sowie den Unterlauf und Mündungsbereich der Ohre in die Elbe bei Rogätz und schließt einige binnendeichs liegende Bereiche mit ein, darunter die Waldflächen zwischen Glindenberg und Heinrichsberg und Dünenbereiche bei Hohenwarte.
Die Elbaue wird großflächig von Grünländern eingenommen. An frischen Standorten siedeln unter anderem Wiesenglockenblume, Wiesenplatterbse und Margerite, an trockeneren Standorten Echtes Labkraut, Feldmannstreu und Kleine Bibernelle. Weiterhin sind Nordisches Labkraut, Vielblütiger Hainhahnenfuß, Brenndolde und Kantiger Lauch zu finden. In die Grünländer sind Solitärbäume bzw. Baumgruppen eingestreut. Auf Dünen sind Sandtrockenrasen unterschiedlicher Ausprägungen ausgebildet. Hier siedeln beispielsweise Silbergras, Bauernsenf, Frühlingsspark, Frühe Haferschmiele, Zwergfilzkraut, Ohrlöffelleimkraut, Großer Knorpellattich, Heidenelke und Sandstrohblume. Teilweise sind auch Heiden ausgebildet.
Die Ufersäume werden teilweise von feuchten Hochstaudenfluren mit Langblättrigem Ehrenpreis, Sumpfwolfsmilch und selten Gottesgnadenkraut und Spießblättrigem Helmkraut eingenommen. Auf Schlammbänken in den Buhnenfeldern der Elbe siedeln unter anderem Hirschsprung, Roter Gänsefuß, Uferspitzklette und Schlammling. In der Ohre ist Wasservegetation aus Kammlaichkraut und Gelber Teichrose ausgebildet. In Altwassern, Kolken und Abgrabungsgewässern siedeln teilweise Gewöhnlicher Schwimmfarn, Froschbiss und Krebsschere.
Die Wälder zwischen Glindenberg und Heinrichsberg sind Reste von Hartholzauwäldern. Sie werden von alten Eichen dominiert. In der Krautschicht siedeln Waldzwenke, Hainrispengras, Große Sternmiere, Märzveilchen, Heckenkälberkropf, Knoblauchsrauke und Stinkender Storchschnabel. Weichholzauwälder aus Silberweide, Fahlweide, Purpurweide und Schwarzpappel sind insbesondere im Elbe-Ohre-Winkel und teilweise galerieartig entlang Elbe und Ohre ausgebildet.
Das FFH-Gebiet ist Lebensraum und Migrationskorridor für Biber und Fischotter. Die Elbe beherbergt unter anderem Vorkommen von Rapfen, Stromgründling, Steinbeißer, Flussneunauge und Lachs. Stillgewässer beherbergen Rotbauchunke, Moorfrosch, Kleiner Wasserfrosch, Kreuzkröte, Wechselkröte, Knoblauchkröte und Kammmolch. In Dünenbereichen der Taufwiesenberge ist die Zauneidechse heimisch. An Gewässern in den Taufwiesenbergen ist die Zierliche Moosjungfer heimisch. Für Große Moosjungfer und Östliche Moosjungfer liegen nur ältere Nachweise vor. Weiterhin sind Libellen im FFH-Gebiet unter anderem durch Grüne Mosaikjungfer, Grüne Flussjungfer und Asiatische Keiljungfer, aber auch Gebänderte Prachtlibelle, Südliche Binsenjungfer und Südliche Mosaikjungfer vertreten. Das Gebiet beherbergt auch eine artenreiche Vogelfauna. Der Mündungsbereich der Ohre besitzt überregionale Bedeutung als Rastgebiet für Zugvögel.